# Đại học Quốc gia Kunsan
Đại học Quốc gia Kunsan là một trường đại học công lập nằm tại Miryong-dong, thành phố Gunsan, tỉnh Bắc Jeolla, miền trung tây Hàn Quốc. Trường mở cửa đón sinh viên lần đầu năm 1947 với tên gọi ban đầu là Cao đẳng Sư phạm Kunsan. Trường được nâng cấp lên thành Đại học năm 1991.
Nhờ có quỹ hỗ trợ từ chính phủ hàng năm nên đây là một trong những trường đại học công lập có học phí rẻ tại Hàn Quốc (chỉ bằng một nửa các trường dân lập), đồng thời cũng có nhiều chính sách học bổng và trợ cấp sinh hoạt hỗ trợ sinh viên quốc tế.
Đại học Quốc gia Kunsan nằm trong khu vực công nghiệp mới Saemangeum ở Jeonbuk và là trường chuyên đào tạo các ngành công nghiệp gốc, hỗ trợ sinh viên vừa học vừa làm hợp pháp tại Hàn Quốc. Trường có thế mạnh về đào tạo các ngành Nhân văn – Kỹ thuật, đặc biệt là Sư phạm và Khoa học biển.

## Vị trí
Trường Đại học Quốc gia Kunsan cách thủ đô Seoul khoảng 2 giờ đi tàu điện.

## Đào tạo
Hiện nay, trường Đại học Quốc gia Kunsan bao gồm 7 khoa trực thuộc (graduate school) giảng dạy 51 chuyên ngành, và 4 khoa sau Đại học (Graduate School of Special Purposes) thuộc Viện Cao học. Năm 2020, trường Đại học Quốc gia Kunsan được Bộ Giáo dục Hàn Quốc chọn là trường đại học được chứng nhận năng lực quốc tế hoá giáo dục (2020 – 2022).
- Khối ngành Nhân văn: Ngôn ngữ & văn học Hàn Quốc, Ngôn ngữ & văn học Anh, Truyền thông Media & văn hoá, Đông Á học (Ngôn ngữ & văn học Nhật Bản, Trung Quốc), Lịch sử & Triết học
- Khối ngành Nghệ thuật: Mỹ thuật, Thiết kế công nghiệp, Âm nhạc (Piano, Thanh nhạc, Hoà tấu, Thính phòng)
- Khối ngành Khoa học Xã hội: Quản trị công & Kinh tế, Luật, Quản trị kinh doanh, Kế toán, Thương mại quốc tế, Phúc lợi xã hội, Logisitcs quốc tế
- Khối ngành Khoa học Tự nhiên: Toán, Lý, Hoá, Sinh, Trẻ em & gia đình, Dệt may, Điều dưỡng, Khoa học thể thao
- Khối ngành Kỹ thuật: Kỹ thuật Điện, Điện tử; Kỹ thuật Xây dựng, Kỹ thuật môi trường, Kỹ thuật Vật liệu mới, Kỹ thuật Hoá học & Nano, Thông tin Máy tính & Kỹ thuật Viễn thông, Kỹ thuật điều khiển thông tin IT, Đóng tàu & Kỹ thuật hàng hải
- Khối ngành Công nghệ và Khoa học biển: Cảnh sát biển, Khoa học biển ứng dụng (Công nghệ sinh học biển, Khoa học và Nuôi trồng Thủy sản, Thủy sinh dược), Thực phẩm & sinh học (Thực phẩm & dinh dưỡng, Khoa học thực phẩm & công nghệ sinh học), Khoa học và Công nghệ Vận tải Công nghiệp Hàng hải (Hệ thống Sản xuất Biển)
- Khối ngành Kỹ thuật tổng hợp: Kỹ thuật hệ thống cơ khí tổng hợp (Kỹ thuật ô tô tương lai, Kỹ thuật năng lượng cơ, Kỹ thuật cơ khí), Kỹ thuật Kiến trúc & Xây dựng biển, Kỹ thuật Thiết kế không gian, Khởi nghiệp công nghệ, Kỹ thuật phần mềm

## Cơ sở vật chất

### Thư viện
Thư viện của Đại học Quốc gia Kunsan được trang bị nhiều sách, tạp chí, và tài liệu điện tử phục vụ cho việc học tập và nghiên cứu của sinh viên. Thư viện cũng cung cấp các khu vực học tập yên tĩnh và phòng học nhóm.

### Phòng thí nghiệm và Trung tâm nghiên cứu
Trường có nhiều phòng thí nghiệm và trung tâm nghiên cứu hiện đại trong các lĩnh vực như khoa học, công nghệ, kỹ thuật, và y học. Các phòng thí nghiệm có trang thiết bị hỗ trợ các dự án nghiên cứu và học tập của sinh viên.

### Ký túc xá
Ký túc xá của trường cung cấp chỗ ở cho sinh viên, có các khu vực sinh hoạt chung, nhà ăn, và các dịch vụ hỗ trợ.

### Cơ sở thể thao
Trường có nhiều cơ sở thể thao bao gồm sân bóng đá, sân tennis, nhà thi đấu đa năng, phòng gym và bể bơi. Những cơ sở này giúp sinh viên rèn luyện thể chất và tham gia các hoạt động thể thao.

### Phòng học và Giảng đường
Các phòng học và giảng đường của Đại học Quốc gia Kunsan được trang bị các thiết bị giảng dạy như máy chiếu, máy tính, và hệ thống âm thanh.

### Trung tâm sinh viên
Trung tâm sinh viên của trường cung cấp nhiều dịch vụ hỗ trợ sinh viên như tư vấn tâm lý, hướng dẫn nghề nghiệp, và các hoạt động ngoại khóa. Đây cũng là nơi tổ chức các sự kiện và hoạt động xã hội cho sinh viên.

## Điều kiện tốt nghiệp của sinh viên
Một số yêu cầu về đầu ra dành cho sinh viên Đại học Quốc gia Kunsan bao gồm:
1. Hoàn thành tín chỉ: Sinh viên phải hoàn thành tất cả các tín chỉ bắt buộc và tự chọn theo yêu cầu của chương trình học. Số lượng tín chỉ cần hoàn thành có thể khác nhau tùy thuộc vào ngành học và cấp độ (Cử nhân, Thạc sĩ, Tiến sĩ).
2. Điểm trung bình học tập (GPA): Sinh viên phải đạt một mức điểm trung bình tối thiểu, thường là 2.0 trên thang điểm 4.0. Một số chương trình có thể yêu cầu GPA cao hơn để đảm bảo chất lượng đầu ra.
3. Luận văn hoặc Luận án tốt nghiệp: Đối với các chương trình thạc sĩ và tiến sĩ, sinh viên thường phải hoàn thành một luận văn hoặc dự án nghiên cứu dưới sự hướng dẫn của giáo sư. Một số chương trình đào tạo cử nhân cũng có thể yêu cầu thực hiện Dự án tốt nghiệp.
4. Thực tập: Một số ngành học yêu cầu sinh viên phải hoàn thành kỳ thực tập tại các doanh nghiệp, tổ chức hoặc cơ sở nghiên cứu liên quan đến lĩnh vực học của mình. Thực tập giúp sinh viên áp dụng kiến thức lý thuyết vào thực tế và tích lũy kinh nghiệm làm việc.
5. Ngoại ngữ: Sinh viên cần đạt trình độ ngoại ngữ nhất định, thường là tiếng Anh hoặc tiếng Hàn, tùy thuộc vào chương trình học và yêu cầu của từng khoa. Ví dụ, sinh viên có thể phải đạt được điểm TOEIC, TOEFL, hoặc IELTS theo quy định của nhà trường.
6. Tham gia các hoạt động ngoại khóa: Một số chương trình yêu cầu sinh viên tham gia các hoạt động ngoại khóa, hội thảo, hoặc các khóa học kỹ năng mềm để bổ sung vào quá trình học tập chính quy. Điều này hướng đến mục tiêu phát triển toàn diện các kỹ năng cá nhân và xã hội của sinh viên.
7. Đóng học phí và các khoản phí liên quan: Sinh viên cần hoàn thành việc đóng học phí và các khoản phí liên quan trước khi được xét tốt nghiệp.
8. Thi đỗ các kỳ thi tốt nghiệp: Một số ngành học có thể yêu cầu sinh viên phải vượt qua các kỳ thi tốt nghiệp chuyên ngành để chứng minh kiến thức và kỹ năng cần thiết trong lĩnh vực học của mình.

## Các cơ sở
Đại học Quốc gia Kunsan có tổng cộng 2 cơ sở, đều nằm tại thành phố Gunsan, tỉnh Jeolla Bắc:
- Cơ sở Miryong: 558 Daehak-ro, Gunsan-si, Jeollabuk-do (trụ sở chính)
- Cơ sở Saemangeum: 177-1 Sandannambuk-ro, Gunsan-si, Jeollabuk-do

## Một số nhân vật nổi bật
- Jin Hee-kyung, diễn viên
- Song Sae-byeok, diễn viên
- Kim Bo-gyeom, YouTuber
- Shin Seong-yoon, GS.TS